# У дубиозној бици
У дубиозној бици (енгл. In Dubious Battle) је драмски филм из 2016. године који је режирао и продуцирао Џејмс Франко, заснован на истоименом роману Џона Стајнбека, са сценаријем Мет Роџера. Филмске улоге чине у саставу: Џејмс Франко, Нат Волф, Џош Хачерсон, Селена Гомез, Винсент Д'Онофрио, Аналија Типтон, Зек Бреф, Брајан Кренстон, Ед Харис, Сем Шепард и Роберт Дувал. Радња филма је о радном покрету за раднике воћа у Калифорнији током тридесетих година. Филм је имао светску премијеру на филмском фестивалу у Венецији 3. септембра 2016. године.

## Радња
Радња филма постављена 1933. године, усредсређена је на младог Џима Нолана (Нат Волф), најновијег регрута ИВВ-а, који је под његовим крилом покупио глатко говорећи и искуснији Мек МекЛеод (Џејмс Франко). Њихов приступ борби за права радника је да се инфилтрира у групу берача за јабуке у Калифорнији, којима је локални поседник Болтон (Роберт Дувал) рекао да њихова плата неће бити 3 долара дневно, већ само 1 долар дневно, јер "времена су тешка".

## Улоге
- Џејмс Франко као Мек МекЛеод
- Нат Волф као Џим Нолан
- Селена Гомез као Лиса Лондон
- Винсент Д'Онофрио као Лондон
- Роберт Дувал као Крис Болтон
- Ед Харис као Џој
- Брајан Кранстон као Шериф
- Сем Шепард као господин Анистон
- Зек Бреф као Конор
- Џош Хачерсон као Вини
- Ана О’Рили као Едит "Еди" Малон
- Аналија Типтон као Вера
- Скот Хејз као Френк
- Алекс Морф као Бурке
- Дени МекБриџ као Трамп
- Џејкоб Лоеб као Паул
- Киган Олен као Еди
- Ешли Грин као Дени Стивенс
- Џоел Марш Горланд као Ол Андерсон
- Џек Келер као Др Бертон
- Џон Севиџ као Ден

## Продукција

### Кастинг
30. јануара 2015. године објављено је да Џејмс Франко не само да режира филм, већ и да у њему учествује. Филмском саставу су се придружили и Винсент Д'Онофрио, Роберт Дувал, Ед Харис, Брајан Кранстон, Селена Гомез и Дени МекБриџ.
Дана 16. марта 2015. године Нат Волф је кастинговао улогу Џима Нолана, организатора штрајка од стране берача јабука у Калифорнији. У наредна два дана, Џош Хачерсон, Зек Бреф, Аналија Типтон, Џон Севиџ, Ешли Грин и Ана О’Рили су се придружили продукцији тренутног филма. Неколико дана касније 24. марта 2015, најављено је да је Скот Хејз кастигован као Френк.

### Снимање
Главна фотографија започета је 19. марта 2015. у Атланти, укључујући Музеј југоисточне железнице у Далуту, Џорџија, а снимање се такође одвијало у Боствику, Џорџија и Јаикимо, Вашингтон. Продукција филма завршена је у септембру 2015. године.

## Дистрибуција
У дубиозној бици је добио светску премијера на филмском фестивалу у Венецији 3. септембра 2016. Филм је објављен у биоскопима у Сједињеним Државама 17. фебруара 2017.

### Маркетинг
Цео трејлер за филм објављен је 28. јануара 2017.

## Пријем

### Критички одговор
Преглед агрегатора Rotten Tomatoes даје филму 29% одобрење, на основу критике од 8 критичара, са просечним резултатом од 5,2 / 10.
Филм је на светској премијери освојио мешовиту рецензију, а Овен Глиберман из Вариетија је напоменуо да је Франко "стекао вештине које почињу да се спајају са најбољим инстинктом". Глиберман такође каже: "У дубокој бици није потпуно јасан филм, али то је скромно гледати. И чини се да по први пут размишљам да Џејмс Франко има добар филм у њему".
Бојд ван Хој из Холивуд Репортера је једноставно назвао филм и Франка као "неуједначен", али такође наводи да "ако У дубиозној бици остане видљив, то је зато што Волф стварно продаје своје сумње, раст и отрезивање стварности"